# Krná
Krná es un municipio del distrito de Poltár en la región de Banská Bystrica, Eslovaquia, con una población estimada a final del año 2024 de 49 habitantes.
Se encuentra ubicado en el centro de la región, cerca del río Ipoly —un afluente izquierdo del Danubio— y de la frontera con Hungría.

## Demografía
| Año        | 1994 | 2004     | 2014     | 2024    |
| ---------- | ---- | -------- | -------- | ------- |
| Población  | 90   | 67       | 52       | 49      |
| Diferencia |      | −25,55 % | −22,38 % | −5,76 % |

| Año        | 2023 | 2024 |
| ---------- | ---- | ---- |
| Población  | 49   | 49   |
| Diferencia |      | +0 % |